# Condado de Nelson (Virginia)
El condado de Nelson (en inglés: Nelson County), fundado en 1807, es uno de 95 condados del estado estadounidense de Virginia. En el año 2000, el condado tenía una población de 14,445 habitantes y una densidad poblacional de 12 personas por km². La sede del condado es Lovingston.

## Geografía
Según la Oficina del Censo, el condado tiene un área total de 1228 km² (474,1 mi²), de la cual 1223 km² (472,2 mi²) es tierra y 5 km² (1,9 mi²) (0.41%) es agua.

### Condados adyacentes
- Condado de Augusta (noroeste)
- Condado de Albemarle (noroeste)
- Condado de Buckingham (sureste)
- Condado de Appomattox (sur)
- Condado de Amherst (suroeste)
- Condado de Rockbridge (oeste)

## Demografía
Según la Oficina del Censo en 2000, los ingresos medios por hogar en el condado eran de $36,769, y los ingresos medios por familia eran $42,917. Los hombres tenían unos ingresos medios de $29,684 frente a los $24,153 para las mujeres. La renta per cápita para el condado era de $22,230. Alrededor del 14.40% de la población estaban por debajo del umbral de pobreza.

## Localidades
- Afton
- Arrington
- Bryant
- Lovingston
- Massies Mill
- Montebello
- Nellysford
- Roseland
- Schuyler
- Shipman
- Wingina
- Gladstone
- Tyro